# Odynerus ornaticaudis
Odynerus ornaticaudis är en stekelart som beskrevs av Cameron. Odynerus ornaticaudis ingår i släktet lergetingar, och familjen Eumenidae. Inga underarter finns listade i Catalogue of Life.